# Pierre Ambrogiani
Pierre Ambrogiani, né le 16 janvier 1907 à Ajaccio, mort à Allauch le 23 octobre 1985, est un peintre, graveur et sculpteur français.

## Biographie
Pierre Ambrogiani naît dans une famille modeste, venue s'installer dans le vieux quartier populaire de Marseille. Dès 1920, il est d'abord employé à Marseille-Colbert comme porteur de dépêches, puis il est facteur de 1928 à 1950 à la Poste à Marseille.
En 1936, aidé par André Malraux et Louis Aragon, il participe à la création de la première maison de la culture de province avec ses amis les peintres marseillais, Antoine Serra, Louis Toncini, François Diana. 
« Personnage très populaire et particulièrement haut en couleur de Marseille », Pierre Ambrogiani est un ami de Marcel Pagnol et de Jean Giono. Son atelier est situé cours d'Estienne-d'Orves, auprès du Vieux Port. Il parcourt la campagne avec sa voiture qui lui sert d'atelier, peignant sur le motif. Il s'installe dans un atelier au quai Rive-Neuve à Marseille en 1943. C'est en 1944 qu'il reçoit les conseils de René Seyssaud, rencontré à Marseille où, pendant un bombardement, ce dernier peignait imperturbablement.
Réputé pour sa palette aux couleurs vives, il peint des paysages du Midi, des natures mortes de poisson. Il grave également de nombreux planches pour illustrer des ouvrages.
En 1962, il décore de fresques et de vitraux l'église de l'Immaculée-Conception de Marseille. La fresque murale du baptistère est ainsi commentée : « D'un graphisme pur et dépouillé, gravé dans le ciment et rehaussé de couleurs très sobres, le peintre a évoqué, en toile de fond, l'homme au travail dans le monde moderne, des champs aux villes et aux usines. Mais, au centre de la fresque, baignant dans l'eau baptismale, le corps tout entier tendu vers la lumière de l'Esprit qui dore son visage et ses bras dressés vers le ciel, cet homme du XXe siècle naît à la vie divine et devient un homme nouveau. »
On lui doit un timbre-poste, Saint-Paul-de-Vence, en 1961.
Contraint par la maladie et l'infirmité à cesser de peindre en 1973, Pierre Ambrogiani meurt en 1985 et est inhumé au cimetière Saint-Pierre de Marseille. Son corps a été transféré au cimetière de Sault, dans le Vaucluse.
On compte plus de mille cinq cents tableaux, sept sculptures, mille deux cents dessins et aquarelles et trois cents estampes adjugées en ventes publiques.

## Collections publiques
- Ajaccio, Palais Fesch (Musée des beaux-arts), Autoportrait[7].
- Avignon, Musée Calvet.
- Châlons-en-Champagne, musée des beaux-arts et d'archéologie : Le Port, Les Marquisans.
- Châteauneuf-le-Rouge, Musée d'art contemporain Arteum[8].
- Marseille, musée des beaux-arts : Barques.
- Marseille, Musée Cantini.
- Marseille, Musée Regards de Provence.
- Mérinchal, château-mairie de la Mothe, lithographie (donation Jean Triolet)[9].
- Meudon, musée d'art et d'histoire : Le Vieux Port de Marseille, 1953[10].
- Montpellier, Musée Fabre.
- Paris, cabinet des estampes de la Bibliothèque nationale de France.
- Paris, Musée national d'art moderne.
- Pully, Musée d'art.
- Saint-Chamas, Musée municipal Paul-Lafran, Portrait de René Seyssaud, 1950.
- Saint-Cyprien (Pyrénées-Orientales), Les collections de Saint-Cyprien.
- Sète, Musée Paul-Valéry, Bord du Jarret, 1944.
- Toulon, Musée d'art.
- Toulouse, Institut national des sciences appliquées[11].

## Collections privées
- Éric Cantona[12].
- Pierre Cardin[13].
- Jef Friboulet[14].

## Ouvrages illustrés
- Lucien Becker, Le jeu des corps, poèmes illustrés par des lithographies originales rehaussées à l'aquarelle de Pierre Ambrogiani, 50 exemplaires hors commerce, Éditions Léon Cadenel, 1946.
- Alexandre Toursky, Ma destinée s'achève à l'aube, 20 pointes-sèches par Pierre Ambrogiani, 166 exemplaires numérotés, Éditions du Filin, 1947.
- Francis Carco, Le surprenant procès d'un bourreau, 14 lithographies originales par Pierre Ambrogiani, 250 exemplaires numérotés, Georges Roche éditeur, Marseille, 1948.
- Charles Mourre, Marrakech, gravures sur cuivre par Pierre Ambrogiani, 100 exemplaires numérotés, Textes et prétextes éditeur, Paris, 1949.
- Francis Carco, La vie de François Villon, 11 eaux-fortes originales par Pierre Ambrogiani, 135 exemplaires numérotés, Daragnès, 1950.
- Prosper Mérimée, Le carrosse du Saint-Sacrement, sérigraphies par Pierre Ambrogiani, 50 exemplaires numérotés, Imprimerie aranéenne, 1950.
- Marcel Pagnol, Les Bucoliques, bois gravés par Pierre Ambrogiani, Grasset, 1958.
- Routes et chemins avec Jean Giono et cinquante-six peintres témoins de leur temps (préface de Jean Giono), 56 illustrations par 56 artistes dont Pierre Ambrogiani, tirage de 2.000 exemplaires, Presses artistiques de France, 1961.
- Jean Giono, Le Haut pays, 18 lithographies originales de Pierre Ambrogiani, Éditions d'art Les heures claires, 1965.
- Prosper Mérimée, Carmen, suivi de Mateo Falcone et Columba, 3 volumes, 40 gouaches hors-texte par Pierre Ambrogiani, 750 exemplaires numérotés, Lacydon, Marseille, 1968.
- Yvan Audouard, Sarah des sables, 18 lithographies originales par Pierre Ambrogiani, 220 exemplaires numérotés, Lacydon, Marseille, 1972.
- Gérald Neveu, Comme les loups vont au désir : toujours pour toi, en couverture portrait de l'auteur par Pierre Ambrogiani, Éditions Comp'Art, 1993.
- Géo Catoni, Guitares d'hivers, illustrations de Pierre Ambrogiani, Autres Temps, 1997.

## Expositions

### Expositions collectives
- Maison de la culture de Marseille, 1936.
- Salon d'automne, Paris, 1937.
- Whitney Museum of American Art, New York, 1948.
- Exposition d'art taurin présentée par la Pena de Bernui, Société des artistes méridionaux, Palais des arts de Toulouse, 1956[15].
- Salon des peintres témoins de leur temps, Musée Galliera, Paris, 1957 (thème : Le sport ; toile présentée : Ski nautique)[16], 1961 (thème : Richesses de la France ; toile présentée : Le grain ne meurt)[17], 1963, 1967, 1974, janvier-février 1976 (thème : La vie paysanne ; toile présentée : La moisson)[18], février-mars 1977 (thème : La fête ; toile présentée : Les joutes provençales)[19].
- Première exposition internationale des arts de Téhéran, Centre des expositions internationales, Téhéran, décembre 1974 - janvier 1975[20].
- Marines et ports méditerranéens, Fondation Regards de Provence, Marseille, mai-septembre 2009[21].
- Les peintres corses, Lazaret Ollandini, Ajaccio, octobre-novembre 2012.
- De Cuno Amiet à Zao Wou-Ki - Le fonds d'estampes Cailler, Musée d'art de Pully, février-avril 2013[22].
- Couleurs et lumières, Les collections de Saint-Cyprien, juin-août 2017.
- Escales méditerranéennes, Musée Regards de Provence, Marseille, juin 2017 - janvier 2018.
- A comme Ambrogiani, B comme Baboulène, C comme Camoin, ou les peintres de la Méditerranée, Salle Pierre-Puget, Ollioules, novembre 2017.
- Cent lithographies de peintres contemporains, château-mairie de la Mothe, Mérinchal, août 2020[9].

### Expositions personnelles
- Galerie Vidal, Paris, 1946.
- Galerie Matarosso, Nice, 1957.
- Musée de Toulon, 1958.
- Galerie Paul Ambroise, Paris, octobre 1965, mai 1968[23], mai-juin 1970[3].
- Rétrospective Pierre Ambrogiani, musée de la Vieille Charité, Marseille, 1973.
- Galerie Jouvène, Marseille, décembre 1984 - janvier 1985[24].
- Galerie Guigné, Paris, juin-juillet 1986[25].
- Pierre Ambrogiani, le gourmand de couleurs, Palais des Arts, place Carli, cours Julien, Marseille, 8 mai - 31 août 2008[26].
- Pierre Ambrogiani - De Marseille à Sault, itinéraire d'un peintre de lumière, Espace culturel du Moulin des Aires, Sault (Vaucluse), octobre-novembre 2010[27].
- Musée de région Auguste-Chabaud, Graveson, février-mai 2011.
- Galerie Grossi, Marseille, mars-mai 2013.
- Galerie Estades, Paris Place des Vosges 2019
- Galerie Estades, Toulon, 2020

## Réception critique
- « Un phocéen parfum d'anis et d'huile chaude flotte autour de ses toiles faites de grands éclats rocheux aux couleurs des Maures ou de l'Esterel. Combattant de la lumière pure comme les fauves dont il est le fils turbulent, Ambrogiani garde un sens de la vie truculent et sonore, un sens aussi de cette comédie grecque pleine de bruits et de voix rieuses. Comme il ne s'est pas fait "aux écoles", notre peintre fleure bon la liberté, celle de Courbet, le grand bonhomme. » - Jean Bouret[16]
- « On peut faire le portrait d'un caractère en faisant le portrait d'un paysage. Il n'y a pas pour le peintre, et en particulier pour Ambrogiani, de barrière entre les passions, les couleurs et les formes. » - Jean Giono[17]
- « Maître de la forme, Ambrogiani, lorsqu'il se trouve  dans la nature, en ses solitaires journées de travail devant les montagnes du Luberon, découvre immédiatement les formes essentielles, logiques et pures des terrains qui s'enchaînent, des végétations qui s'ordonnent et aussi des figures simples et puissantes des paysans au travail. Loin de s'attarder aux détails, aux accidents fragmentaires, il voit les amples formes massives, les larges correspondances qui font de chacune de ses toiles une construction solide comme le sol et les robustes mas du pays. La simplicité est parfois telle que son art semble à certains moments rejoindre l'abstraction, mais il reste toujours imprégné des intenses sensations, des délectations lumineuses reçues par l'œil, attestant la communion intime du peintre et de la nature. Le même corps à corps de Paul Cézanne avec la réalité est aussi celui d'Ambrogiani, lorsqu'il peint un ruisselant et dionysiaque bouquet de fleurs, une masse grouillante de ces fruits de mer dont il se délecte, une truculente foule en fête, une fière troupe de toreros chamarrés. Toutes ces formes se transmuent aussitôt en vibrantes taches de couleurs, d'un éclat débordant, chantant comme celui du soleil. » - Raymond Charmet[3]

## Prix et distinctions
- Prix international de Menton, 1951.
- Officier de l'ordre du Mérite postal, au titre d'« artiste peintre » (1963)[28].
- Grand prix du Salon des peintres témoins de leur temps, 1967, pour la toile La mort du poète[29],[30].
- Prix du Gemmail en « peintre de lumière », Tours, 1968, pour la toile Procession en Espagne[31].

## Hommages
- Une rue d'Avignon, une avenue de Marseille et une avenue de Sausset-les-Pins portent le nom de Pierre-Ambrogiani.